# 和泉清
和泉 清（いずみ きよし、1926年（大正15年）10月8日 - 2015年（平成27年）1月17日）は、昭和から平成時代の政治家。高知県土佐清水市長。

## 経歴
土佐清水市出身。陸軍航空学校卒業。卒業後は兵役に就く。戦後は船員となり、内海航路船長となる。1967年（昭和42年）和泉海事、和泉船舶興業を設立し、各代表となる。1979年（昭和54年）協同生コンを設立し、同代表となる。
1974年（昭和49年）土佐清水市議会議員に当選。3期務める。自由民主党土佐清水支部長を経て、1986年（昭和61年）土佐清水市長に当選。3期務め、1996年（平成8年）引退した。
2015年（平成27年）1月死去、88歳。